# Raiffeisenbank Aindling
Die Raiffeisenbank Aindling eG ist eine deutsche Genossenschaftsbank mit Sitz in der bayerischen Marktgemeinde Aindling im Landkreis Aichach-Friedberg.

## Geschichte
Die heutige Raiffeisenbank Aindling eG wurde mit Satzung vom 11. April 1900 gegründet und firmierte damals als Spar- und Darlehenskassenverein Aindling eGmuH. Am 5. April 1948 wurde die Genossenschaftsbank in Raiffeisenkasse Aindling eGmuH umbenannt. Am 25. Februar 1963 wurde sie zur Raiffeisenbank Aindling eGmbH.
Am 2. Januar 1969 fusionierte die Raiffeisenkasse Stotzard eGmbH mit dem Sitz in Stotzard mit der Raiffeisenbank Aindling und firmierte sodann unter Raiffeisenbank Aindling-Stotzard eGmbH. In der außerordentlichen Generalversammlung vom 16. April 1974 wurde die Raiffeisenkasse Eisingersdorf eG mit dem Sitz in Eisingersdorf übernommen. Zum 1. September 1974 folgte die Änderung zu Raiffeisenbank Aindling-Stotzard eG.
Seit 7. Juni 1975 trägt die Bank den Namen Raiffeisenbank Aindling eG. Danach kam es zu folgenden weiteren Fusionen als übernehmende Bank:
- 1979: Raiffeisenbank Todtenweis eG mit dem Sitz in Todtenweis
- 1981: Raiffeisenbank Alsmoos-Petersdorf eG mit dem Sitz in Petersdorf (Schwaben)
- 2002: Raiffeisenbank Inchenhofen eG mit dem Sitz in Inchenhofen

Die letzte Fusion fand im Jahr 2004 mit der Raiffeisenbank Echsheim eG mit dem Sitz in Echsheim statt.

## Rechtsverhältnisse
Die Raiffeisenbank Aindling eG ist im Genossenschaftsregister beim Amtsgericht Augsburg unter GnR 203 eingetragen.

## Organisationsstruktur
Rechtsgrundlagen sind das Genossenschaftsgesetz und die durch die Generalversammlung beschlossene Satzung. Organe der Bank sind der Vorstand, der Aufsichtsrat und die Generalversammlung.

## Sicherungseinrichtung
Die Raiffeisenbank Aindling eG ist der amtlich anerkannten Sicherungseinrichtung des Bundesverbandes der Deutschen Volksbanken und Raiffeisenbanken GmbH und der zusätzlichen freiwilligen Sicherungseinrichtung des Bundesverbandes der Deutschen Volksbanken und Raiffeisenbanken e.V. angeschlossen.

## Geschäftsausrichtung
Die Raiffeisenbank Aindling eG betreibt das Universalbankgeschäft, welche dem Genossenschaftsverband Bayern (Raiffeisen/Schulze-Delitzsch) e.V. angehört. Im Verbundgeschäft arbeitet sie mit der DZ Bank, R+V Versicherung, Bausparkasse Schwäbisch Hall, Teambank, VR Leasing, DZ Hyp und der Union Investment zusammen. Die Genossenschaft engagiert sich auch im gesellschaftlichen Leben der Region in verschiedenen Lebensbereichen ihrer Mitglieder und Kunden.

## Geschäftsgebiet
Das Geschäftsgebiet liegt im Norden des Landkreises Aichach-Friedberg im Wittelsbacher Land.
An diesen Orten betreibt die Bank Filialen:
- Aindling (Hauptstelle, jur. Sitz)
- Echsheim (Geschäftsstelle)
- Inchenhofen (Geschäftsstelle)
- Petersdorf (Geschäftsstelle)
- Todtenweis (Geschäftsstelle)

Mit Beschluss in der Generalversammlung vom 11. Mai 2015 wurde das Warengeschäft ausgegliedert auf die Raiffeisen-Agrar-Zentrum Lech-Paar GmbH & Co. KG.